# ابرهارد هاون
ابرهارد هاون (انگلیسی: Eberhard Haun; ۱ اکتبر ۱۹۴۹ – ۸ اوت ۱۹۷۶) بازیکن فوتبال اهل آلمان بود.
از باشگاه‌هایی که در آن بازی کرده‌است می‌توان به باشگاه فوتبال آینتراخت برانشوایگ اشاره کرد.
وی همچنین در تیم‌های ملی فوتبال زیر ۲۱ سال آلمان و Germany B national football team بازی کرده‌است.